# Ходоровець
Ходоровець (пол. Chodorowiec) — гірський потік в Україні, у Самбірському районі Львівської області у Галичині. Ліва притока річки Рибник Зубриця (басейн Дністра).

## Опис
Довжина потоку приблизно 3,73 км, найкоротша відстань між витоком і гирлом — 3,49 км, коефіцієнт звивистості потоку — 1,07. Формується багатьма безіменними гірськими струмками. Потік тече у межах Сколівських Бескидів (частина Українських Карпат).

## Розташування
Бере початок на східних схилах гори Шимонець (1132 м). Тече переважно на схід хвойним лісом попід горами Багна (1060 м) та Лісова (987 м) і на північно-східній стороні від села Зубриця впадає у річку Рибник Зубриця, ліву притоку Рибника.